# Anita Traversi
Anita Traversi (Giubiasco, cantão de Ticino, 25 de julho de 1937 - Bellinzona, 25 de setembro de 1991)  foi uma cantora suíça de expressão italiana conhecida no resto da Europa por ter representado a Suíça por duas vezes : em 1960 e em Festival Eurovisão da Canção 1964. 

## Inícios da carreira
Encorajada pelo sei músico, Traversi começou a cantar na orquestra em meados dos anos 50, incluindo a orquestra do canal da rádio suíça de língua italiana. Em 1956, ela participou na seleção helvética para o Festival Eurovisão da Canção 1956, mas a sua canção "Bandanelle Ticinese" não foi escolhida.. Em 1959, obteve um contrato discográfico em Itália e gravou várias canções com Adriano Celentano, incluindo o sucesso "Piccola".

## Festival Eurovisão da Canção
Em 1960, a segunda tentativa de Traversi para ir ao Festival Eurovisão da Canção foi coroada de sucesso, porque a sua canção foi a vencedora da final helvética com a canção  "Cielo e terra" ("Céu e terra") para o quinto Festival Eurovisão da Canção, a qual foi participar pela Suíça em  Londres a 29 de março.  A canção terminou em oitavo lugar entre 13 canções participantes.
Traversi tentou novamente representar a Suíça no Festival Eurovisão da Canção 1961 com a canção ("Finalmente") e 1963 (com três canções, incluindo a sua primeira tentativa em alemão, mas não o conseguiu. Em 1964, conseguiu finalmente a sua segunda chance para representar a Suíça , com a canção "I miei pensieri" ("Os meus pensamentos"), tendo sido selecionada para representar a Suíça no Festival Eurovisão da Canção 1964, que teve lugar em 21 de março em Copenhaga.. Todavia, a canção não teve sucesso, tendo sido uma das quatro canções que não obteve qualquer ponto.

## Décadas de 1960 e 1970
Durante os meados da década de 1960. os discos de Traversi não tiveram grande sucesso. Em 1967, tentou novamente representar a Suíça no Festival Eurovisão da Canção 1967, mas não o conseguiu.. A partir dos inícios da década de 1970 ela retirou-se efetivamente da vida artística para se dedicar à família. Em 1976, fez a sua última tentativa para participar no Festival Eurovisão da Canção 1976, participando com duas canções, mas uma vez mais sem sucesso.

## Morte
Traversi morreu de causas não definidas em 25 de setembro de 1991, com 54 anos.